# Ducado de Alençon

Escudo de armas de los condés de Alençon de la Casa de Belleme.

Escudo de armas de los condés y duques de Alençon de la Casa de Valois.

La casa de Alençon o Alenzón, es una familia perteneciente a la nobleza francesa, y su patrimonio territorial, con centro en Alençon y Argentan, alcanzó el rango de ducado tras haber sido condado.
Fundada en 1291 por el conde Carlos de Valois, tercer hijo de Felipe III el Atrevido y padre del futuro Felipe VI, al ser nombrado por su hermano Felipe IV el Hermoso con el nombre de Carlos I y el título de Conde de Alençon. Su hijo segundo lo sucedería con el nombre Carlos II desligando, así, su descendencia de la rama principal de la dinastía Valois, que llegaría al trono francés en 1328 en la persona de su hermano mayor. Este mismo Carlos II caería en 1346 en la Batalla de Crécy. En 1414, en la persona del conde Juan I, alcanzó el rango de ducado. Al año siguiente, el duque Juan I tendría un destino similar al de su abuelo Carlos II: caería, como muchos otros caballeros franceses, en la Batalla de Azincourt.
El título en su concepción original se extinguió en 1525, tras la muerte del duque Carlos IV en la batalla de Pavía.
- Datos: Q1848228